# بفوتاکا (ماهابو)
بفوتاکا (به لاتین: Befotaka) یک منطقهٔ مسکونی در ماداگاسکار است که در مهابو واقع شده‌است. بفوتاکا ۹٬۰۰۰ نفر جمعیت دارد و ۳۰۶ متر بالاتر از سطح دریا واقع شده‌است.